# Anthrax virgo
Anthrax virgo är en tvåvingeart som beskrevs av Egger 1859. Anthrax virgo ingår i släktet Anthrax och familjen svävflugor. Inga underarter finns listade i Catalogue of Life.